# Tangerfa
Tangerfa ou Tangarfa (en berbère : ⵜⴰⵏⴳⵔⴼⴰ Tangerfa) est une petite ville et commune rurale de la province de Sidi Ifni de la région de Guelmim-Oued Noun au Maroc. Au moment du recensement de 2004, la commune avait une population totale de 5471 personnes vivant dans 936 ménages.